# Yécora
Yécora (o Iecora in basco) è un comune spagnolo  situato nella comunità autonoma dei Paesi Baschi.